# 티미 자이츠
티미 자이츠(슬로베니아어: Timi Zajc, 2000년 4월 26일~)는 슬로베니아의 스키점프 선수이다. 올림픽에 2회 참가했고 2022년 동계 올림픽에서 혼성 단체전 금메달과 라지힐 단체전 은메달을 획득했다. 또한 세계 선수권 대회에서 금메달 2개, 동메달 1개를 획득했고 2023년 세게 선수권 대회에서 노멀힐 개인전 금메달을 획득했다.